# Українська вулиця (Мелітополь)
Українська вулиця — вулиця в Мелітополі. Починається від перехрестя вулиці Гризодубової з вулицею Професора Танатара і йде на північ до вулиці Чкалова.

## Назва
Поруч з вулицею є ще Український провулок, а в іншому районі міста — вулиця Героїв України.

## Історія
Вулиця згадується в травні 1929 року як Абакумівська.
17 липня 1929 року перейменована на Радянську.
В 2016 році в ході декомунізації вулиця була перейменована на Українську.
7 квітня 2023 року, під час Російського вторгнення в Україну, російська окупаційна влада Мелітополя видала наказ про повернення вулиці назви Радянська.